# Губернатор Белуджистана
Губернатор Белуджистана — глава правительства в пакистанской провинции Белуджистана. Губернатор назначается премьер-министром Пакистана. Губернаторская резиденция расположена в административном центре провинции Кветте.
Должность была учрежден президентом Пакистана Агой Мухаммедом Яхья Ханом 1 июля 1970 года, в отличие от других провинций, где губернаторство появилось с момента основания страны в 1947 году. Хотя губернатор является формально главой провинции, это в основном церемониальная должность. Основные полномочия принадлежат главному министру Белуджистана и главному секретарю Белуджистана.
Однако полномочия губернатора были значительно увеличены в период чрезвычайного положения, когда ему предоставляются высшие полномочия провинции, как правило, после роспуска Провинциального собрания или объявления военного положения. Должностными лицами, которым были делегированы чрезвычайные полномочия, являлись: Акбар Бугти (1973—1974), Мир Ахмед Яр Хан Балоч (1974—1977), Рахимуддин Хан (1977—1984), Амирул Мульк Менгал (1999—2003), Зульфикар Али Магси (2008—2013), Мохаммад Хан Ачакзай (2013—2018) и Амануллах Хан Ясинзай (2018—2021). Сайед Захур Ахмад Ага был назначен губернатором 7 июля 2021 года.

## Список губернаторов
| Порядковый номер | Имя                              | Занял должность  | Покинул должность  |
| ---------------- | -------------------------------- | ---------------- | ------------------ |
| 1.               | Риаз Хуссейн                     | 1 июля 1970      | 25 декабря 1971    |
| 2.               | Гхоус Бакш Райзани               | 26 декабря 1971  | 29 апреля 1972     |
| 3.               | Гхаус Бакхш Бизенджо             | 30 апреля 1972   | 14 февраля 1973    |
| 4.               | Акбар Хан Бугти                  | 15 февраля 1973  | 31 декабря 1973    |
| 5.               | Мир Ахмед Яр Хан Балоч           | 1 января 1974    | 5 июля 1977        |
| и. о.            | Худа Бакш Марри                  | 6 июля 1977      | 18 сентября 1978   |
| 6.               | Рахимуддин Хан                   | 18 сентября 1978 | 21 марта 1984      |
| 7.               | Сардар Фарук Шаукат Хан Лоди     | 22 марта 1984    | 7 июля 1984        |
| 8.               | Хушдил Хан Африди                | 8 июля 1984      | 30 декабря 1985    |
| 9.               | Мухаммад Муса                    | 31 декабря 1985  | 12 марта 1991      |
| и. о.            | Мир Хазар Хан Хосо               | 13 марта 1991    | 13 июля 1991       |
| 10.              | Сардар Гул Мохаммед Хан Джогезай | 13 июля 1991     | 18 июля 1993       |
| 11.              | Абдул Рахим Дуррани              | 19 июля 1993     | 18 мая 1994        |
| 12.              | Имрануллах Хан                   | 19 мая 1994      | 10 апреля 1997     |
| и. о.            | Амирул Мульк Менгал              | 10 апреля 1997   | 22 апреля 1997     |
| 13.              | Миангул Аурангзеб                | 22 апреля 1997   | 17 августа 1999    |
| 14.              | Сайед Фазал Ага                  | 18 августа 1999  | 21 октября 1999    |
| 15.              | Амирул Мульк Менгал              | 21 октября 1999  | 31 января 2003     |
| 16.              | Абдул Кадир Балоч                | 1 февраля 2003   | 10 августа 2003    |
| 17.              | Оваис Ахмед Гани                 | 11 августа 2003  | 5 января 2008      |
| и. о.            | Амануллах Хан Ясинзай            | 5 января 2008    | 28 февраля 2008    |
| 18.              | Зульфикар Али Магси              | 28 февраля 2008  | 13 января 2013     |
| 19.              | Мохаммад Хан Ачакзай             | 13 января 2013   | 6 сентября 2018    |
| и. о.            | Мир Абдул Куддус Бизенджо        | 6 сентября 2018  | 4 октября 2018     |
| 20.              | Амануллах Хан Ясинзай            | 4 октября 2018   | 9 июля 2021        |
| 21.              | Сайед Захур Ахмад Ага            | 9 июля 2021      | по настоящее время |